# Michael Joseph Fitzgerald

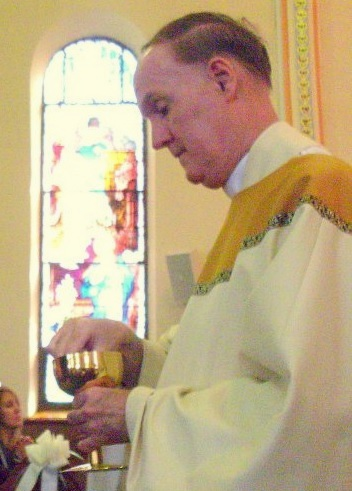
Michael Joseph Fitzgerald (2009)

Bischofswappen von Michael Joseph Fitzgerald

Michael Joseph Fitzgerald (* 23. Mai 1948 in Montclair, New Jersey) ist ein US-amerikanischer römisch-katholischer Geistlicher und emeritierter Weihbischof in Philadelphia.

## Leben
Michael Joseph Fitzgerald wuchs in Southwest Philadelphia und in King of Prussia auf. Er besuchte die Saint Clement Parish School in Philadelphia und die Saint Augustine Parish School in Bridgeport sowie von 1962 bis 1966 die Bishop Kendrick High School in Norristown. Anschließend studierte er an der Temple University in Philadelphia (1966–1970), an der er einen Bachelor erwarb, und an der Villanova University (1970–1973), an der er einen Juris Doctor erlangte. Von 1973 bis 1975 arbeitete er als Rechtsreferendar am Court of Common Pleas des Montgomery County und später in einer privaten Anwaltskanzlei. Das ab 1975 folgende Studium der Katholischen Theologie am Priesterseminar Saint Charles Borromeo in Overbrook schloss Fitzgerald 1980 mit einem Master of Theology ab. Am 17. Mai 1980 empfing er in der Kathedralbasilika St. Peter und Paul in Philadelphia durch den Erzbischof von Philadelphia, John Joseph Kardinal Krol, das Sakrament der Priesterweihe für das Erzbistum Philadelphia.
Fitzgerald war zunächst als Pfarrvikar der Pfarreien Immaculate Heart of Mary in Roxborough (1980–1981) und Saint Callistus in Philadelphia (1981–1982) tätig, bevor er 1982 Ehebandverteidiger und 1983 Richter am Kirchengericht des Erzbistums Philadelphia wurde. Daneben war er Seelsorger in der Pfarrei Immaculate Conception in Northern Liberties. 1987 wurde er für weiterführende Studien nach Washington, D.C. entsandt, wo er 1989 an der Katholischen Universität von Amerika bei John E. Lynch CSP mit einer Arbeit über das Beichtgeheimnis im Corpus Iuris Canonici ein Lizenziat im Fach Kanonisches Recht erwarb. Anschließend setzte er seine Studien an der Päpstlichen Universität Gregoriana in Rom fort, an der er 1991 mit der Arbeit The sacramental seal of confession in relation to selected child abuse statutes in the civil law of the United States („Das sakramentale Beichtgeheimnis in Bezug auf ausgewählte Gesetze zum Kindesmissbrauch im Zivilrecht der Vereinigten Staaten“) im Fach Kanonisches Recht promoviert wurde. Nach der Rückkehr in seine Heimat leitete Fitzgerald bis 2004 das Büro für Rechtsfragen des Erzbistums Philadelphia. Zudem war er in dieser Zeit als Seelsorger in den Pfarreien Saint Thomas Aquinas und Annunciation Blessed Virgin Mary in South Philadelphia tätig. Danach wirkte er als Subregens am Priesterseminar Saint Charles Borromeo in Overbrook. In dieser Funktion leitete er auch die Kommission für die Zulassung zu den Weihen. Von 2003 bis 2007 war er zusätzlich Kirchenanwalt am diözesanen Kirchengericht. Am 24. März 2003 verlieh ihm Papst Johannes Paul II. den Ehrentitel Päpstlicher Ehrenkaplan. Ab 2007 fungierte Fitzgerald als Offizial des Erzbistums Philadelphia. Außerdem gehörte er dem Konsultorenkollegium und dem Priesterrat sowie dem Priests Personnel Board an. Daneben wirkte er als Seelsorger in der Pfarrei St. Patrick in Philadelphia sowie als Kaplan der Dienerinnen des Heiligen Geistes von der Ewigen Anbetung und des Serra Club of Philadelphia. Fitzgerald ist Mitglied der Canon Law Society of America und des Ambassador’s Fund for Catholic Education, dessen Vorstand er von 2020 bis 2021 angehörte.
Papst Benedikt XVI. ernannte ihn am 22. Juni 2010 zum Titularbischof von Tamallula und zum Weihbischof in Philadelphia. Der Erzbischof von Philadelphia, Justin Francis Kardinal Rigali, spendete ihm am 6. August desselben Jahres in der Kathedralbasilika St. Peter und Paul in Philadelphia zusammen mit John Joseph McIntyre die Bischofsweihe; Mitkonsekratoren waren John Patrick Kardinal Foley, Kardinal-Großmeister des Ritterordens vom Heiligen Grab zu Jerusalem, und Joseph Robert Cistone, Bischof von Saginaw. Fitzgerald wählte den Wahlspruch Per crucem ad lucem („Durch das Kreuz zum Licht“). Als Weihbischof leitete er die Abteilung für das katholische Bildungswesen und fungierte ab 2022 als Bischofsvikar für die Region 3, die Northeast Philadelphia und das Bucks County umfasst. Ferner engagierte er sich für die Verbesserung des Kinder- und Jugendschutzes im Erzbistum Philadelphia. Darüber hinaus gehörte Fitzgerald ab 2010 dem Diözesanvermögensverwaltungsrat an. In der US-amerikanischen Bischofskonferenz gehörte er bis 2020 zudem der Kommission für den Kinder- und Jugendschutz an.
Am 24. Mai 2023 nahm Papst Franziskus das von Michael Joseph Fitzgerald aus Altersgründen vorgebrachte Rücktrittsgesuch an.

## Schriften
- The sacramental seal of confession in the corpus iuris canonici. Catholic University of America, Washington, D.C. 1988, OCLC 6026327724.
- The sacramental seal of confession in relation to selected child abuse statutes in the civil law of the United States. Pontificia Universitas Gregoriana, Rom 1991, OCLC 311574936.